# Koenigin Maria (Schiff, 1847)
Der Raddampfer Koenigin Maria wurde 1847 in der Maschinenfabrik Buckau in Buckau bei Magdeburg gebaut. Das Schiff war nach Königin Maria Anna von Sachsen benannt.

## Die Zeit von 1847 bis 1859

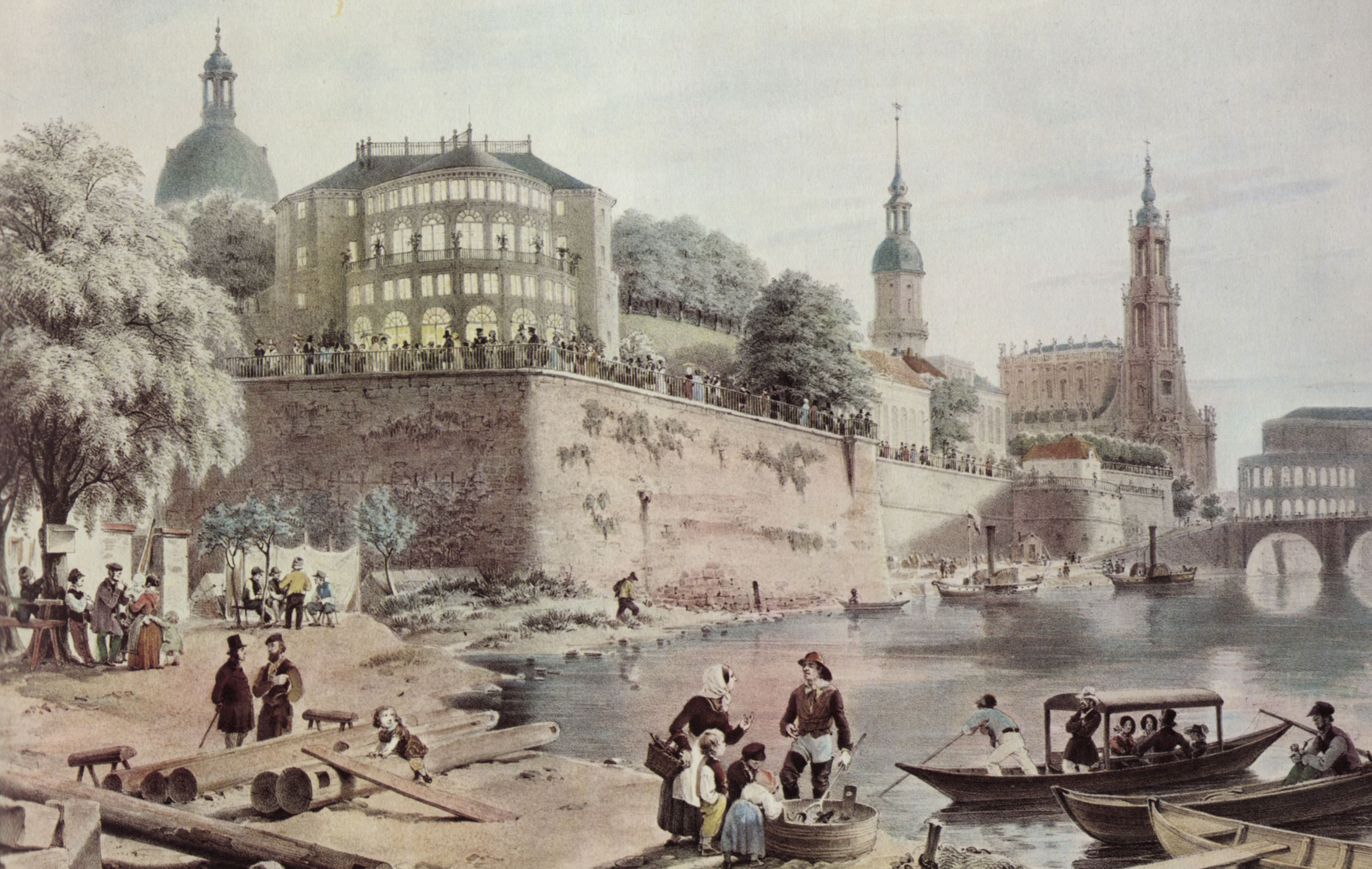
Die Raddampfer Koenigin Maria und Prinz Albert um 1850 vor der Brühlschen Terrasse.

Das Schiff traf Ende Mai 1847 nach seiner Überführungsfahrt von Magdeburg in Dresden ein.
Nach der Indienststellung als Glattdeckdampfer am 8. Juni 1847 fuhr das hölzerne Schiff für die Königlich privilegierte Sächsische Dampfschiffahrts-Gesellschaft, die im April 1849 in die Vereinigte Sächsisch-Böhmische Dampfschiffahrt umgewandelt wurde.
Nach 13 Jahren Einsatzzeit wurde das Schiff zum Saisonende 1859 stillgelegt und abgewrackt. Die Dampfmaschine wurde in das Nachfolgeschiff Maria eingebaut.

## Die Dampfmaschine
Die Dampfmaschine stammt wie auch der Drei-Flammrohr-Kofferkessel aus der 1837 in Dienst gestellten Koenigin Maria I. Die Maschine war eine oszillierende Niederdruck-Zweizylinder-Zwillings-Dampfmaschine mit Einspritzkondensation. Nach der Überholung und Verbesserung der Maschine betrug die Leistung 120 PS. Gebaut wurde sie, wie auch der Kofferkessel, von der englischen Maschinenbauanstalt John Penn and Sons.

## Kapitäne des Schiffes
- F.A. Petzold 1855
- Carl Gottlieb Gretzschel 1856–1858
- Ferdinand Hübner 1859